# Trombas del Río de la Plata de 1988
Las trombas del Río de la Plata fue un suceso meteorológico ocurrido el 28 de enero de 1988, cuando una gran supercelda afectó vastas zonas del Río de la Plata y zonas limítrofes a Argentina y Uruguay. Esta tormenta produjo muchas trombas marinas, algunas de las cuales, fueron muy fotogénicas y admiradas por las personas que nunca vieron un fenómeno así. Estas fueron mejor observadas desde la ciudad de Colonia del Sacramento en Uruguay.

## Tornados
| Confirmado Total | Confirmado EF0 | Confirmado EF1 | Confirmado EF2 | Confirmado EF3 | Confirmado EF4 | Confirmado EF5 |
| 11               | 5              | 6              | 0              | 0              | 0              | 0              |